# Kai Løvring

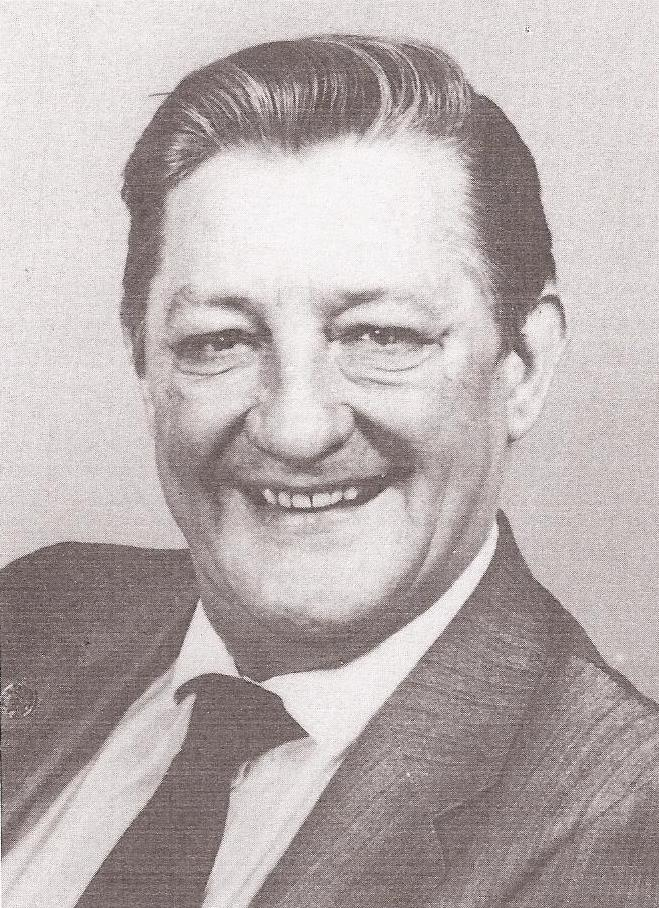
Kai Løvring, 1989.

Kai Løvring (eigentlich: Kai Aage Knudsen; * 9. Februar 1931 in Odense auf Fünen; † 15. November 2002 in Herlev, Sjælland) war ein dänischer Komiker, Schauspieler und Bauchredner. Er wurde insbesondere speziell für seine Rolle als Eskild aus Svendborg und seine Auftritte in der dänischen Revue Nykøbing F. Revyen bekannt.

## Leben
Kai Løvring begann seine Karriere bereits als 5-Jähriger, damals noch unter seinen richtigen Namen Kai Aage Knudsen, als er mit einer Mundharmonika im ehemaligen Christiansminde Badehotel in Svendborg einen Amateurwettbewerb gewann mit dem Lied "Lillemor, jeg har skuffet dig så tit".
Nach seiner Schulausbildung absolvierte Løvring eine Lehre zum Elektriker. In seiner Freizeit nahm er als 19-Jähriger an verschiedenen Castings und Amateur-Wettbewerben für Musiker und Schauspieler teil und gab kleinere Vorstellungen. Er trat bei einigen Aufführungen zu lokalen Revuen in Versammlungshäusern und im Vergnügungspark Fyns Tivoli auf der Insel Fünen auf. Seine Auftritte führte er meist mit selbstkreierten Varieténummern, Texten, Witzen und Parodien durch. Er scheiterte aber dennoch bei einer Aufnahmeprüfung am Odense Teater und absolvierte daher auch nie eine Schauspielausbildung.
1956 bekam er sein allererstes professionelles Engagement am Københavnerkroen und trat als Unterhalter im Rosenhaven und im Dyrehavsbakken in Kopenhagen unter anderem zusammen mit Cleo Jensen (Ellen Sofie Jensen) und John Martinus auf. Ebenso trat er ab 1972 beim regionalen Sender TV 2/Lorry mit Volmer-Sørensen bei der Nykøbing F. Revyen auf und nahm anschließend über mehrere Saisons an diesen Revuen teil. Ab 1976 bekam er ein festes Engagement an der Cirkusrevyen, wo er einen Auftritt mit Otto Leisner hatte und dabei unter anderem als Klatsch-Journalist Gyldenspjæt (Ib Boye) vom Billed-Bladet auftrat. Ab 1980 setzte er sein Engagement in der Cirkusrevyen in Dyrehavsbakken fort in einer Revue von Volmer-Sørensen und 1983 parodierte er seinen Landsmann, den dänischen Volkssänger Ove Bager aus Lundeborg.
Kaj Løvring bewies dabei ebenfalls ein großes Talent als Komiker, Parodist und Bauchredner. Vor allem wurde er durch mehrere Fernsehsendungen in Dänemark bekannt. Größere Bekanntheit erlangte er auch vor allem durch seine Auftritte in der Rolle des "Eskild Fra Svendborg" einer Figur der Insel Fünen in einem Stück von 1960 des dänischen Drehbuchautor und Regisseurs Sejr Volmer-Sørensen, der Løvring dafür engagierte. Volmer-Sørensen gab ihm auch seine erste Rolle als Schauspieler an der Amager Scenen. Dort spielte in mehreren Komödien, Farcen und Musicals wie in Sovekammerfarce, The Sound of Music, Annie und in Manche mögen’s heiß. Neben vielen weiteren Auftritten in der Amager Scenen war er auch am Aveny Teatret sowie am ABC Teatret tätig. Beim ABC Teatret spielte er 1987 in der Farc Katten op at stege. 1987 wurde er für seine Leistungen mit dem Teaterpokalen ausgezeichnet. Am Aveny Teatret spielte er 1991 die Rolle des bankrotten Vaters in "Entertaineren" und 1998 war er der Menneske Mortensen in dem Musical-Stück von "Livsens Ondskab" in der Amager Scenen.
In den 1990er-Jahren wirkte er außerdem an einer Reihe der Rottefælde-Revuen in Svendborg mit. Er debütierte 1973 in den Film "Revykøbing kalder" und hatte seine Rollen unter anderem in "Brand-Børge rykker ud", "Walter og Carlo - op på fars hat", "Manden der ville være skyldig", "Krummerne", "Roser og persille", "Carmen og Babyface" und "Motello". Im Fernsehen debütierte er 1972 in der Otto-Leisner-Show als Bauchredner-Parodist. Ab 1988 war er als Moderator und Gastgeber in einer Fernsehshow vom TV 2 zu sehen und war als Schauspieler bei der in Dänemark populären Fernsehserie Gæt og Grimasser beteiligt.
Darüber hinaus spielte er in den Fernsehserien Kirsebærhaven (nach der Vorlage Der Kirschgarten) und in 2001 in Der  serbische Däne (Den serbiske dansker).
In seinen letzten Lebensjahren trat Kai Løvring noch bei Rentnervereinigungen und Pflegeheimen auf.
Kai Løvring hatte fünf Töchter aus seiner ab 1951 bestehenden Ehe mit Vera Løvring (1931–1994). Er starb am 15. November 2002 im Alter von 71 Jahren und wurde auf dem Rødovre-Kirkegård (Rødovre-Friedhof) in Rødovre begraben.

## Filmografie

### Filme
- 1971: Nadveren
- 1973: Revykøbing kalder
- 1976: Brand-Børge rykker ud
- 1976: Spøgelsestoget
- 1981: Die Olsenbande fliegt über alle Berge (Olsen-banden over alle bjerge)
- 1985: Walter og Carlo - op på fars hat
- 1990: Manden der ville være skyldig
- 1991: Frech wie Krümel (Krummerne)
- 1993: Roser og Persille
- 1993: Carmen og Babyface
- 1998: Motello

### Fernsehserien
- 1985: Mor er major
- 1989: Kirsebærhaven 89
- 1991–1996: Landsbyen (Folgen: 1–6, 8)
- 1997–1999: Taxa  (Folge: 30)
- 2001: Den serbiske dansker
- 2001: Langt fra Las Vegas (Folge: 22 als Monsieur Dipp)

### Revuen
Weiterhin wirkte er bei folgenden Revuen mit
- 1976, 1980, 1981, 1982, 1983, 1984, 1988: Cirkusrevyen
- 1986: Holstebro-revyen
- 1972, 1975, 1978: Nykøbing F. Revyen
- 1978: Nykøbing F. Revyen/Revykøbing kalder [Text]
- 1984, 1992, 2001: Nissebanden